# Lothar Krieg
Lothar Krieg (* 10. Dezember 1955 in Darmstadt) ist ein ehemaliger deutscher Leichtathlet, der – für die Bundesrepublik startend – bei den Olympischen Spielen 1976 die Bronzemedaille mit der 4-mal-400-Meter-Staffel gewann (3:01,98 min, in der Aufstellung Franz-Peter Hofmeister, Lothar Krieg, Harald Schmid und Bernd Herrmann). Für diese Leistung erhielt er – zusammen mit der Staffel – das Silberne Lorbeerblatt.
Die besten Ergebnisse im Einzelnen:
- 1976 Deutscher Meister (45,95 s) und Deutscher Juniorenmeister (45,64 s, persönliche Bestzeit).

- Bei den Europameisterschaften 1978 wurde er Vierter im 400-Meter-Lauf (46,22 s).

Lothar Krieg gehörte zuerst dem ASC Darmstadt, später dann der Eintracht Frankfurt an.
In seiner aktiven Zeit war er 1,80 m groß und wog 73 kg.